# Bamberger Apokalypse
Bamberger Apokalypsen er et hovedværk i ottonsk bogmaleri (1000 til 1020). Dateringen er omstridt. Håndskriftet er et af de kendteste værker fra klosteret Reichenaus skriptorium (skrivestue).

## Indhold
To latinske tekster er forenet i værket: Apokalypsen i Johannes' Åbenbaring og en evangelistar (tekstrække med udvalg af evangeliet til søn og helligdage).

## Historie
Håndskriftet var en gave fra kejser Heinrich II. og kejserinde Kunigunde til St. Stephansstiftet i Bamberg. Ved sekulariseringen i Bayern kom det i den bayerske stats eje og er i dag under signaturet Msc.Bibl.140 opbevaret på Staatsbibliothek Bamberg.
I år 2000 udkom en faksimileudgave. Det illuminerede håndskrift er et fremragende eksempel på ottonsk bogmaleri og blev den 26. januar 2004 optaget på UNESCOs verdensddokumentarv.

## Udstilling
Bamberger Apokalypse var mellem oktober 2012 og januar 2013 i udstillingen Pracht auf Pergament i Hypo-Kunsthalle i München.